# 高橋修 (俳優)
高橋 修（たかはし おさむ、1954年7月22日 - ）は、神奈川県出身の俳優。劇団スーパー・エキセントリック・シアター所属。

## 人物
趣味・特技はジャグリング、釣り、サイクリング、ジョギング、ゴルフ。

## 出演作品

### テレビドラマ

#### NHK
- 月曜ドラマシリーズ / 菊亭八百善の人びと（2004年）
- 連続テレビ小説
  - 純情きらり（2006年）
  - とと姉ちゃん（2016年） - 田中先生
- 大河ドラマ
  - 龍馬伝（2010年）
  - 花燃ゆ（2015年）
- ドラマ10
  - つるかめ助産院〜南の島から〜（2012年）
  - 昭和元禄落語心中（2018年）
- 第37回創作ドラマ大賞「希望の花」（2013年） - 花屋店長
- 紅白が生まれた日（2015年）
- 天てれドラマ / 念力家族（2015年）
- 土曜ドラマ / ちゃんぽん食べたかっ!（2015年）

#### 日本テレビ
- しんドラ / セーラー服探偵マニュアル（1995年）
- 火曜サスペンス劇場 / 警視庁鑑識課 第1作（1996年） - 刑事
- 水曜ドラマ
  - ガラスの靴（1997年）
  - 光とともに…〜自閉症児を抱えて〜（2004年）
  - 正義の味方（2008年）
  - トッカン 特別国税徴収官（2012年）
  - ダンダリン 労働基準監督官（2013年）
  - シェアハウスの恋人（2013年） - 部長
  - 家売るオンナ（2016年）
  - 地味にスゴイ! 校閲ガール・河野悦子（2016年） - 目黒真一郎
    - 地味にスゴイ!DX（デラックス） 校閲ガール・河野悦子（2017年） - 目黒真一郎
- リミット もしも、わが子が…（2000年）
- 土曜ドラマ
  - ごくせん（2002年） - 保護者
  - ぼくの魔法使い（2003年）
  - 華麗なるスパイ（2009年） - ミシュラン調査員
  - ドS刑事（2015年）
- 木曜ミステリーシアター / 秘密諜報員 エリカ（2011年） - 内閣府職員
- 木曜ドラマ / 遺産相続弁護士 柿崎真一（2016年） - 和田弁護士
- 金曜ロードSHOW!特別ドラマ企画 / ぼくらの勇気 未満都市 2017（2017年）
- 日曜ドラマ / シロでもクロでもない世界で、パンダは笑う。（2020年） - 教師

#### TBS
- 三宅裕司が止まンない（1985年）
- 冗談ストリート（1985年）
- お笑い春の祭典 / 週末にラブソング（1987年）
- ドラマ23 / 23時の女たち（1988年）
- 花王愛の劇場
  - さしすせそ!?（1997年）
  - 吾輩は主婦である（2006年）
  - スイーツドリーム（2006年）
  - スイート10〜最後の恋人〜（2008年） - 北陸支部長
- 月曜ドラマスペシャル / 西村京太郎サスペンス 十津川警部シリーズ 第16作「寝台急行「銀河」殺人事件」（1999年）
- ナショナル劇場 / こちら本池上署（2003年） - 署長
- 新しい風（2004年）
- 水曜プレミア / 怒る相談室長 大岡多聞の事件日誌!（2005年）
- きらきら研修医（2007年） - 支配人
- 日曜劇場
  - 冗談じゃない!（2007年）
  - ATARU（2012年）
- 木曜ドラマ9→木曜ドラマ劇場
  - あぽやん〜走る国際空港（2013年）
  - ヤメゴク〜ヤクザやめて頂きます〜（2015年）
- 闇金ウシジマくん Season2（2014年） - 大家
- 金曜ドラマ / 家族狩り（2014年）

#### フジテレビ
- 木曜劇場
  - 恋におちたら〜僕の成功の秘密〜（2005年）
  - Oh,My Dad!!（2013年） - 質屋店主
- 金曜エンタテインメント→金曜プレステージ→金曜プレミアム
  - 労働基準監督官 和倉真幸・働く人の味方です!（2005年） - 医者
  - 検事・霞夕子 第3作（2012年） - 干物店店主
  - 所轄刑事 第9作（2014年） - 洋品屋
  - 松本清張スペシャル・一年半待て（2016年） - 赤川吾朗
- アテンションプリーズ（2006年）
- 土曜ドラマ / 33分探偵（2008年）
- 土曜プレミアム / 世にも奇妙な物語 21世紀 21年目の特別編 「PETS」（2011年） - 管理人
- ドラマチック・サンデー / 僕とスターの99日（2011年）
- 松本清張没後20年特別企画・市長死す（2012年） - コルキスタン支店
- 月9
  - PRICELESS〜あるわけねぇだろ、んなもん!〜（2012年）
  - 極悪がんぼ（2014年）
  - デート〜恋とはどんなものかしら〜（2015年） - 主任研究員
  - ようこそ、わが家へ（2015年） - 店主
- 家族ゲーム（2013年）
- 幽かな彼女（2013年） - アパート管理人
- 陰陽屋へようこそ（2013年） - 森田芳郎
- リーガルハイ（2013年） - 鳥羽教授
- 新春ドラマスペシャル / 鍵のかかった部屋SP（2014年）
- ドラマ甲子園 / 青い鳥なんて（2017年）

#### テレビ朝日
- はぐれ刑事純情派（1996年）
- 木曜ドラマ
  - 外科医・夏目三四郎（1998年）
  - つぐみへ…〜小さな命を忘れない〜（2000年）
- 仮面ライダーシリーズ
  - 仮面ライダーアギト（2001年） - 並木恒男[2]
  - 仮面ライダー555（2003年） - クリーニング屋店主
  - 仮面ライダー電王（2007年） - 医師[3]
- 綾辻行人・有栖川有栖からの挑戦状 第4作「安楽椅子探偵とUFOの夜」（2002年） - ラーメン屋
- 土曜ワイド劇場
  - おかしな刑事 第1作（2003年） - 参列者
  - 鉄道捜査官 第14作（2014年） - 田島
- 金曜ナイトドラマ
  - スカイハイ2（2004年）
  - ハガネの女（2010年） - 校務員
  - ボーイズ・オン・ザ・ラン（2012年）
  - 死神くん（2014年）
- 相棒（2014年） - アパート管理人
- 警視庁捜査一課9係（2014年） - 患者
- AKBホラーナイト アドレナリンの夜（2015年）
- はみだし刑事情熱系

#### テレビ東京
- 超光戦士シャンゼリオン（1996年） - 作業員
- 女と愛とミステリー / 江戸川乱歩サスペンス 闇の脅迫者（2001年） - 刑事
- ロケットボーイズ（2006年）
- 昭和の爆笑王ドラマスペシャル 林家三平ものがたり（2006年）
- スポドラ・ドラマ24 / Xenos（2007年）
- 俺たちは天使だ! NO ANGEL NO LUCK（2009年） - 住職
- ジロチョー 清水の次郎長維新伝（2010年） - 大野屋主人
- 親父がくれた秘密〜下荒井5兄弟の帰郷〜（2012年）
- ソコアゲ★ナイト / 孤独のグルメ Season3（2013年） - 東谷
- ユニバーサル広告社〜あなたの人生、売り込みます!〜（2017年） - 嶋清

#### テレビ神奈川
- 白鳥麗子でございます!（2016年）

#### WOWOW
- 連続ドラマW（2013年）
  - レディ・ジョーカー
  - ソドムの林檎〜ロトを殺した娘たち

### テレビ番組
- 三宅裕司じゃん!
- 禁じられた遊び（2002年） - 紳士
- 日本語なるほど塾（2005年）
- 世直しバラエティー カンゴロンゴ（2009年）
- TEAM NACS×人形劇×西遊記 西遊記外伝 モンキーパーマ Season2（2014年） - 声の出演
- ココロ部!（2015年）
- 痛快TV スカッとジャパン（2015年）
- あさイチ スタジオ生コント「となりのお宅シリーズ」（2015年 - 2016年） - 父親

### 映画
- ekiden 駅伝（2000年） - 審判
- デス・トランス（2006年） - マスター
- BOYS LOVE 劇場版（2007年） - 鳥居教頭
- ぐるりのこと。（2008年）
- ハッピーフライト（2008年）
- ちょんまげぷりん（2010年） - 薬屋のおじさん
- 麦子さんと（2013年）
- 闇金ドッグス（2015年）
- ボクは坊さん。（2015年）

### 配信ドラマ
- au無料配信ドラマ「花嫁の父」（2004年） - いんいち
- 地味にスゴイ! 校閲ガール・河野悦子…がいない水曜日（2016年、Hulu） - 目黒真一郎

### ラジオドラマ
- DoCoMo MIDNIGHT ON THE PLANET（2006年、J-WAVE）
- 被取締役新入社員（2008年、TBSラジオ） - 西巻

### CM
- モービル石油
- UCCワークス
- NTドコモ中国
- インターネットイニシアティブ 「SWAT編」
- マンスリーレオパレス 「お父さんの趣味篇」（2000年）
- ハドソン ボンバーマンカート 「部長家族編」（2002年）
- メルシャン 本搾りチューハイ（2003年）
- NTTドコモ北海道 「2003年春新生活キャンペーン」（2003年）
- ミスタードーナツ（2003年）
- サンドラッグ（2003年）
- JAバンク（2003年）
- NOVA（2003年）
- 中央労働金庫（2005年）
- NTT東日本 フレッツ（2005年）
- 出光興産 まいどプラス（2005年）
- セガ アタマスキャン（2006年）
- 中国電力 MEGA EGG（2006年）
- 日清食品（2007年）
- イエローハット（2007年）
- ユーキャン（2008年）
- おやつカンパニー（2008年）
  - 伊勢の国薄焼きえびせん
  - フランスパン工房
- アディーレ法律事務所（2009年）
- みずほ銀行 Numbers（2009年） - ナレーション
- スカパー! 「GREE篇」（2011年）
- サトウ食品 サトウの切り餅（2019年）

### VP
- サッポロビール インフォマーシャル

### WEB
- インテル

### スチール
- JRグループ 「岡山キャンペーン」（2007年）